# Coke R. Stevenson
Coke Robert Stevenson (20 de março de 1888 - 28 de junho de 1975) foi o 35º governador do estado americano de Texas, de 1941 a 1947.